# الرفض (قصة قصيرة)
الرفض (بالألمانية: Die Abweisung) قصة قصيرة ألمانية من تأليف الكاتب التشيكي فرانز كافكا، كتبها في خريف عام 1920، ولم تنشر خلال فترة حياة كافكا. ماكس برود هو الذي أعطى القصة عنوانها.
القصة تتحدث عن ولد شاب في قرية صغيرة نائية إلى حد ما وبعيدة عن عاصمتها، يناقش الولد كيف أن أهل قريته ينصاعون بكل تواضع إلى الأوامر من العاصمة وكذلك إلى الأوامر من جامع الضرائب وهو رجل عسكري برتبة عقيد يعيش في القرية، ومن ثم يوصف بعناية كبيرة الجنود الذين يساندون جامع الضرائب ويتحدث عن معاملتهم غير الإنسانية لأهالي البلدة ويبدو أنه غير قادر على التحدث بلغتهم. في الأزمات دائماً ما تعود البلدة إلى العقيد تطالبه بالحصول على المساعدات من الحكومة ودائماً ما يُقابلون بالرفض. الفقرة الأخيرة من القصة تصف الراوي وهو يتكهن أنه باستمرار هذا الوضع ستنتشر الأفكار الثورية بين الشباب خاصة في الأعمار بين السابعة عشر والعشرين لأنهم غير قادرين على التنبؤ بالعواقب.